# Poppenhausen (Heldburg)
Poppenhausen ist ein Ortsteil der Stadt Heldburg im Landkreis Hildburghausen in Thüringen.

## Lage
Poppenhausen liegt im Heldburger Land an der Kreisstraße 502 und an der thüringisch-bayerischen Grenze im südlichsten Zipfel Thüringens. Die Flur ist kupiert und waldreich.

## Geschichte
Am 21. Dezember 1184 wurde das Dorf erstmals urkundlich erwähnt. In Poppenhausen geht man geschichtlich von 1340 aus, als „Boppenhusen“ an die Herren von Hohenstein verpfändet wurde. Ab 1516 war ein Pfarrer im Ort ansässig. 1599 ist der erste Lehrer nachgewiesen. 1626 wütete die Pest im Ort. Nach dem Dreißigjährigen Krieg lebten noch neun Menschen in dem Dorf. Das Wohnhaus Nr. 26 soll um 1672 errichtet worden sein.

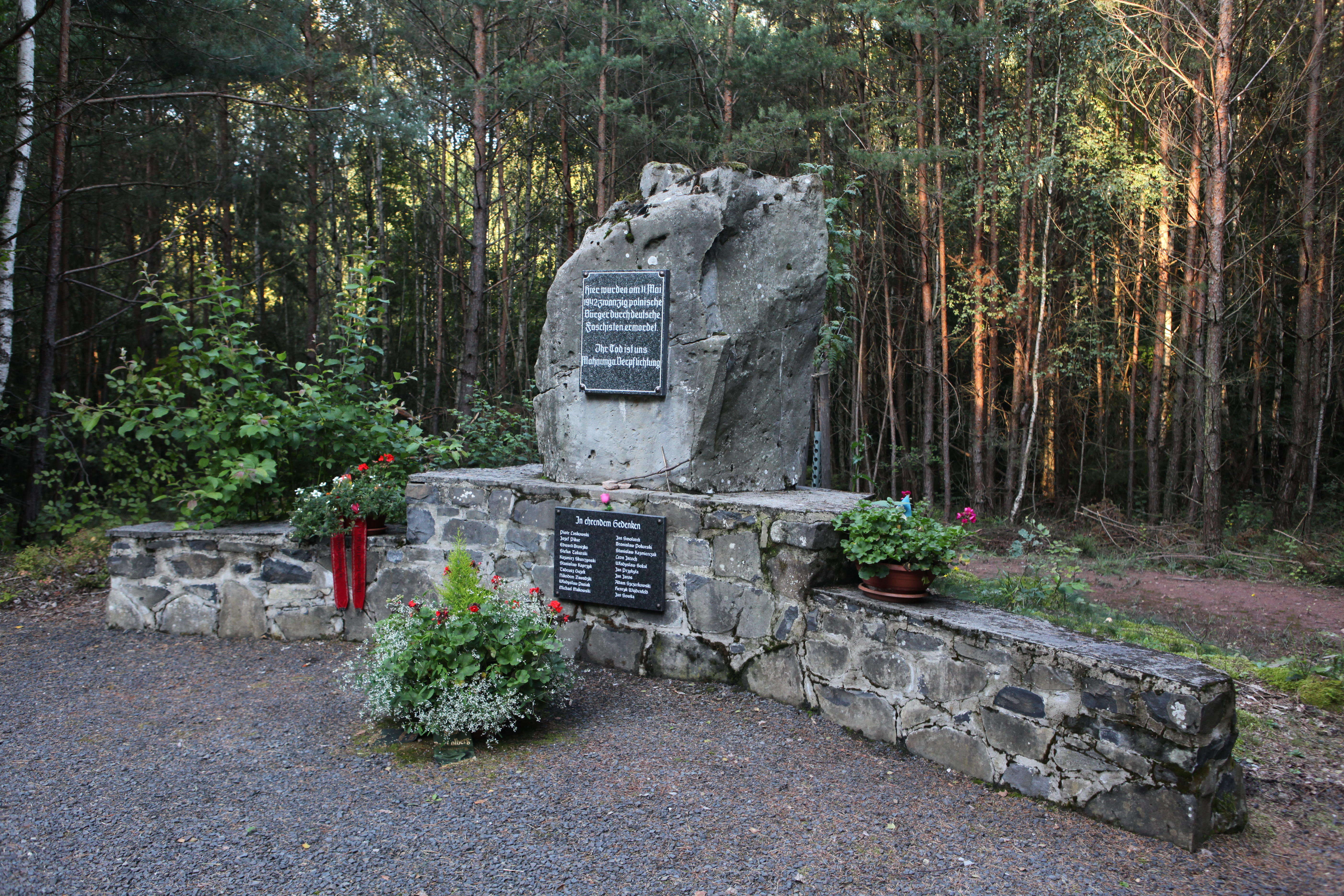
Mahnmal: Massaker vom 11. Mai 1942

Im Wald an der Straße nach Einöd steht seit 1966/67 ein Denkmal, das an ein Massaker vom 11. Mai 1942  erinnert. Dort wurden im Rahmen einer Vergeltungsmaßnahme 19 polnische Häftlinge des Konzentrationslagers Buchenwald und der polnische Zwangsarbeiter Jan Sowka durch die SS gehängt (siehe Gedenkstätte Poppenhausen).

## Kultur und Sehenswürdigkeiten
Das Langhaus der evangelisch-lutherischen Kirche St. Marien wurde 1858 im neugotischen Stil mit einem steinernen Sterngewölbe errichtet.
Nordöstlich von Poppenhausen ist der ehemalige Grenzstreifen rechts und links des Baches Helling als Geschützter Landschaftsbestandteil (GLB) „Feuchtgebiet Krautwiesen“ ausgewiesen. Es dient als Brut- und Nahrungshabitat für bestandsbedrohte Vogelarten. Es liegt in dem Europäischen Vogelschutzgebiet (VSG) „Rodachaue mit Bischofsau und Althellinger Grund“ und ist Teil des Schutzgebietsnetzes Natura 2000. 